# ワン・ポンド・フィッシュ
「ワン・ポンド・フィッシュ」（One Pound Fish, £1 Fish）はイギリス在住のパキスタン人、ムハマド・シャヒード・ナジーが歌ったラップ風コミックソング。ナジーは魚売りであり、かつ「ワン・ポンド・フィッシュマン」（One Pound Fish Man, £1 Fish Man）なる音楽アーティストでもある。
パキスタンのパンジャブ州パトキ出身のナジーは妻と4人の子供によい暮らしをさせようとイギリスへ出稼ぎに来て、雑貨店に短期間勤めた後、イースト・ロンドンに住みながらアプトン・パークのクィーンズ・マーケットにある魚売りの屋台で働き始めた。客を呼び込むため掛け声を出すよう雇い主から指示されたナジーは、ほどなくこの「ワン・ポンド・フィッシュ」なるラップソングを編み出した。独特のラップで魚を売るナジーは地元や観光客の人気者となり、通りがかりの客が撮影して YouTube にアップロードした動画はいわゆるバイラルビデオとしてネットで大評判になった。ナジーはイギリスの人気オーディション番組「X-Factor」に自作の歌で出演し、これには落選したものの、ワーナーミュージックのスタッフの目にとまり、魚売りラッパー「ワン・ポンド・フィッシュマン」としてレコード契約を交わした。ダンス・ビートに載せたアレンジで2012年12月7日からネット配信された「ワン・ポンド・フィッシュ」は、2013年初頭にかけてヨーロッパで社会現象といえるほどのヒットとなり、全英シングルチャートで28位、全英ダンスチャートで4位、全英アジアチャートで1位にランクインした。
リリースに合わせて公開されたミュージックビデオは、ボリウッド風ダンスで演出され、「フィッシュ」つながりで元お天気キャスターのマイケル・フィッシュも登場する。

## チャート成績
| チャート（2012年）     | 最高位 |
| ---------------------- | ------ |
| 全英シングル           | 28     |
| 全英ダンス             | 4      |
| 全英アジアダウンロード | 1      |
| フランス               | 169    |
| アイルランド           | 73     |
| スコットランド         | 24     |

## CDシングル「フィッシュマンのテーマ」

### 収録曲
1. One Pound Fish（Radio Mix） / フィッシュマンのテーマ
2. One Pound Fish（Karaoke Version） / フィッシュマンのテーマ（カラオケ）
3. One Pound Fish（Market Version） / フィッシュマンのテーマ（マーケット・ヴァージョン）
4. One Pound Fish（Speakerbox Radio Edit） / フィッシュマンのテーマ（スピーカーボックス・ラジオ・エディット）
5. One Pound Fish（Trap Remix） / フィッシュマンのテーマ（トラップ・リミックス）
6. One Pound Fish（Fire Tiger Remix） / フィッシュマンのテーマ（ファイアー・タイガー・リミックス）
7. One Pound Fish（DJ Vocal） / フィッシュマンのテーマ（DJ ヴォーカル）

CD形態でのリリースは日本が世界初だが、これは「ZIP!」など複数のワイドショー番組でこの曲が取り上げられ、日本国内でも特に話題となったためである。